# Louise K. Goeser
Louise K. Goeser (Chicago, Estados Unidos, c. 1953), fue la presidenta y directora ejecutiva (CEO) de Siemens Mesoamérica de 2009 a 2018. Es graduada de la licenciatura en matemáticas por la Universidad Estatal de Pensilvania; posteriormente obtuvo el grado de maestría en administración de negocios por la Universidad de Pittsburgh. Además es directora independiente en MSC Industrial Direct Co. y en PPL Corp. En ambas compañías es también parte de sus consejos de administración. Desde 2009 hasta 2012 ha sido considerada la tercera mujer más poderosa de México por la revista de negocios Expansión. Es considerada como la impulsora del sistema de procesos Seis Sigma dentro de Ford y del plan de reestructuración de la misma empresa llamado The Way Forward.

## Trayectoria
Louise Goeser comenzó su carrera profesional con Westinghouse Electric, donde trabajó por dos décadas ocupando posiciones cada vez más altas en el área de Sistemas Energéticos y Medioambiente, incluyendo la división de energía nuclear de la compañía. Posteriormente trabajó para Whirlpool Corporation como vicepresidenta de calidad, donde logró levantar a la compañía de la crisis por la que pasaba.
En 1999 comenzó a trabajar para Ford Motor Company como Vicepresidenta Global de Calidad, siendo la primera mujer en ocupar una posición de ese nivel corporativo dentro de la compañía. Ocupó esa posición hasta  enero de 2005, cuando fue nombrada directora ejecutiva y presidenta de la subsidiaria mexicana de Ford. Durante su gestión, logró que la compañía invirtiera tres mil millones de dólares en México en un año, siendo ésta considerada la mayor inversión industrial en la historia de ese país hasta 2009. En total, durante su gestión logró que Ford invirtiera cinco mil millones de dólares en México y creara doce mil puestos de trabajo, además de obtener otros logros corporativos.
Durante su tiempo en Ford, la compañía aplicó el sistema de procesos conocido como Seis Sigma e impulsó un plan de reestruccturación llamado The Way Forward. Goeser es considerada como la impulsora de ambas implementaciones.
En marzo de 2009 fue nombrada presidenta y directora ejecutiva de Siemens Mesoamérica, donde fue responsable de las plantas y filiales de la empresa alemana en México, Costa Rica, El Salvador, Honduras, Nicaragua, Panamá y la República Dominicana. A partir de 2018 dejó su posición que fue sucedida por Juan Ignacio Díaz. 

## Vida personal
Louise Goeser es viuda. Durante su gestión como directora de Ford, su automóvil favorito era el Mustang en dos versiones, el de 1967 y el Shelby GT500 de nueva generación. También gusta del salto ecuestre y del baile.